# Spišský Hrhov
Spišský Hrhov es un municipio del distrito de Levoča en la región de Prešov, Eslovaquia, con una población estimada a final del año 2024 de 1910 habitantes.
Se encuentra ubicado al suroeste de la región, cerca del río Hernád (cuenca hidrográfica del río Tisza) y de la frontera con la región de Košice.

## Demografía
| Año        | 1994 | 2004     | 2014     | 2024     |
| ---------- | ---- | -------- | -------- | -------- |
| Población  | 859  | 1020     | 1408     | 1910     |
| Diferencia |      | +18,74 % | +38,03 % | +35,65 % |

| Año        | 2023 | 2024    |
| ---------- | ---- | ------- |
| Población  | 1902 | 1910    |
| Diferencia |      | +0,42 % |